# Flagstaff
Flagstaff er hovedsæde for Coconino County i delstaten Arizona, USA.
35°11′57″N 111°37′52″V / 35.19917°N 111.63111°V
Flagstaff er den største by langs motorvejen I-40 (som løber mellem Californien og New Mexico), med ca. 47.000 indbyggere. Byen ligger i en højde af 2.170 meter.
Flagstaffs første permanente indbygger var en rancher og guldgraver ved navn Thomas F. McMillan som grundlagde en ranch i 1876. Da jernbanen kom hertil i 1881, boomede kvæg- og tømmerindustrien. Percival Lowell og hans kone grundlagde Lowell Observatory lige uden for byen i 1894, og derefter fulgte turister og astronomer.
Byen fik sit navn, da immigranterne i området rejste det amerikanske flag på et højt fyrretræ den 4. juli 1876, og navnet "Flagstaff" forblev hængende.